# Liposarcome
 Mise en garde médicale
Un liposarcome est un cancer se formant aux dépens des adipocytes.

## Épidémiologie
Bien que rare, le liposarcome est le plus fréquent des cancers des tissus mous.

## Anatomopathologie
Trois types de liposarcomes sont caractérisés : bien différenciés (avec souvent des anomalies du chromosome 12), mal différenciés et pléiomorphique (avec caryotype complexe). En fait, les altérations génétiques des formes bien différenciées et indifférenciées sont proches, avec une amplification de certaines régions du  chromosome 12, dont celles concernant les gènes MDM2 et CDK4.

## Liposarcome myxoïde
Il apparait généralement sur la cuisse, entre les grands muscles et la couche de graisse sous-cutanée, avec des symptômes tardifs faisant que la tumeur mesure en moyenne déjà environ 10 centimètres  lors du diagnostic. 

## Traitement
L'ablation de cette forme très rare de cancer doit être faite si cela est possible. 

Une irradiation est souvent prescrite, préalablement à l'opération pour limiter le risque de récidive, mais avec des effets indésirables chez un tiers des patients environ (complications de la plaie chirurgicale). 
Sur la base d'études conduites entre 2010 et 2020, une étude publiée par la revue JAMA Oncology en 2020 a conclu que les patients atteints d'un liposarcome myxoïde peuvent et doivent être irradiés moins souvent pour obtenir le même effet. Les directives antérieures de traitement sont à adapter. Le nombre de séance peut passer de 25 à 18, avec un risque de complications de la plaie diminuant alors de 50%. Une seconde opération est aussi alors moins souvent nécessaire, et sept visites de moins sont nécessaires pour suivre la radiothérapie, ce qui limite aussi le risque d'y contracter une infection nosocomiale.

## Pronostic
Les tumeurs mal différenciées ou les localisations rétropéritonéales tendent à récidiver et sont de mauvais pronostic.

## Recherche
Dans un modèle de xenogreffe orthotopique de liposarcome dédifférencié dérivé de patients, la chloroquine associée à la rapamycine arrête la croissance tumorale.